# Ivana Kapitanović
Ivana Kapitanović (n. 17 septembrie 1994, în Split) este o handbalistă din Croația care evoluează pe postul de portar pentru clubul românesc CS Gloria 2018 Bistrița-Năsăud și echipa națională a Croației. Anterior între 2022 și 2024 ea a jucat pentru o altă echipă românească CS Rapid București.
Kapitanović a evoluat pentru naționala de handbal feminin a Croației la Campionatele Europene din Franța 2018 și Slovenia, Macedonia și Muntenegru 2022 și la Campionatul Mondial din Spania 2021.

## Palmares
- Jocurile Mediteraneene
  -  Medalie de bronz: 2013

- Liga Campionilor:
  -  Medalie de bronz (Turneul Final Four): 2022
  - Locul 4 (Turneul Final Four): 2019
  - Sfertfinalistă: 2020, 2021, 2023
  - Grupe: 2010, 2011, 2012, 2013, 2014, 2015, 2016, 2024
  - Calificări: 2017, 2018

- Cupa Cupelor:
  - Optimi de finală: 2013, 2014, 2015, 2016

- Cupa EHF:
  - Turul 3: 2017, 2018

- Campionatul Croației:
  -  Câștigătoare: 2010, 2011, 2012, 2013, 2015, 2016, 2017, 2018
  -  Medalie de argint: 2014

- Cupa Croației:
  -  Câștigătoare: 2010, 2011, 2012, 2013, 2015, 2016, 2017
  -  Finalistă: 2018
  -  Medalie de bronz: 2014

- Liga Regională:
  -  Medalie de argint: 2011
  -  Medalie de bronz: 2010

- Campionatul Franței:
  -  Câștigătoare: 2019, 2022
  -  Medalie de argint: 2021

- Cupa Franței:
  -  Câștigătoare: 2019, 2022
  - Semifinalistă: 2021

- Liga Națională:
  -  Medalie de argint: 2023, 2024

- Supercupa României:
  -  Medalie de argint: 2022, 2023

## Performanțe individuale
- Jucătoarea Anului, distincție acordată de Federația Croată de Handbal: 2019[10]